# Eupyra disticta
Eupyra disticta là một loài bướm đêm thuộc phân họ Arctiinae, họ Erebidae.